# Bel Olid

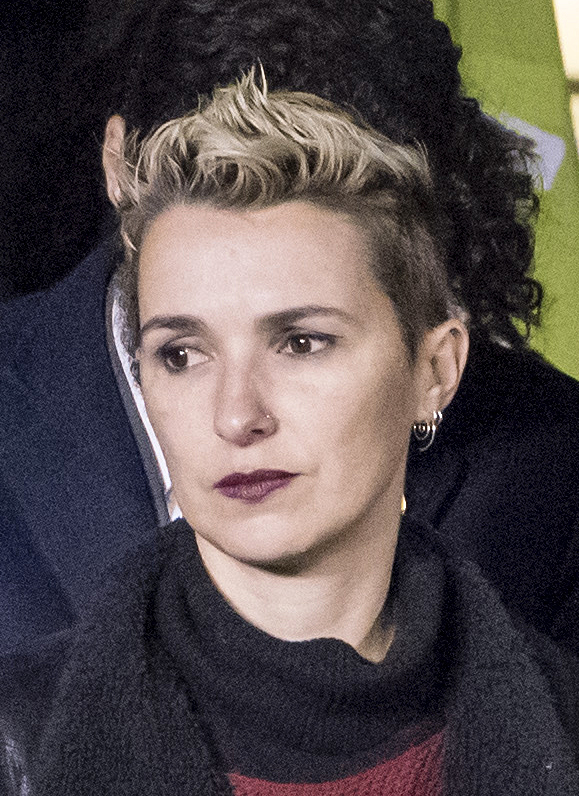
Bel Olid (2018)

Isabel Olid Báez (geboren 4. Oktober 1977 in Mataró) ist eine katalanische Schriftstellerin.

## Leben
Isabel Olid Báez studierte Sprachen an der Autonomen Universität Barcelona (UAB) und arbeitet seither als Übersetzerin und als Dozentin an der UAB. Sie schreibt für die Tageszeitung Ara und hat in den Zeitschriften Tentacles und Núvol veröffentlicht. Seit 2013 ist Olid Präsidentin des CEATL (Rat der Europäischen Literaturübersetzerverbände). 2015 wurde sie zur Präsidentin der katalanischen Schriftstellervereinigung
Associació d’Escriptors en Llengua Catalana (AELC) gewählt.
Ihr erstes Jugendbuch Crida ben fort, Estela! kam 2009 heraus. Für die Zeichnerin Pilarín Bayés hat sie mehrere Kinderbücher geschrieben. Sie übersetzte von William Joyce The man in the moon und The Sandman. Sie übersetzt sowohl ins Katalanische als auch ins Kastilische. Mit dem prämierten Essay Les heroïnes contrataquen. Models literaris contra l’universal masculí a la literatura infantil i juvenil befasst sie sich auch theoretisch mit den vorherrschenden männlichen Stereotypen in der Jugendliteratur. Ihre 2013 im Band La mala reputació zusammengestellten Erzählungen richten sich an erwachsene Leser. Sie schreibt auch Lyrik.

## Werke (Auswahl)
- Les heroïnes contrataquen. Models literaris contra l’universal masculí a la literatura infantil i juvenil. Lleida : Pagès Editors, 2011
- Una terra solitària. Barcelona : Editorial Empúries, 2011
- La mala reputació. Barcelona : Proa Edicions, 2012
- Petita història de la Casa Batlló. Illustrationen Pilarín Bayés. Barcelona : Mediterrània, 2012
- Passions mínimes. Gedichte. Barcelona : Llibres Artesans, 2014
- Vides mínimes. Gedichte. Barcelona : Llibres Artesans, 2014